# Forces terrestres algériennes
Les Forces terrestres algériennes sont la composante terrestre de l'Armée nationale populaire.
Le commandant des Forces terrestres est le général major Mostefa Smaali.

## Organisation et structure
Elles ont pour mission, la défense et la sauvegarde de l'intégrité du territoire national, elles sont constituées de plusieurs brigades et divisions de combat.
En novembre 2024, le général-major Mostefa Smaili succède au général-major Amar Athmania à la tête des Forces terrestres.

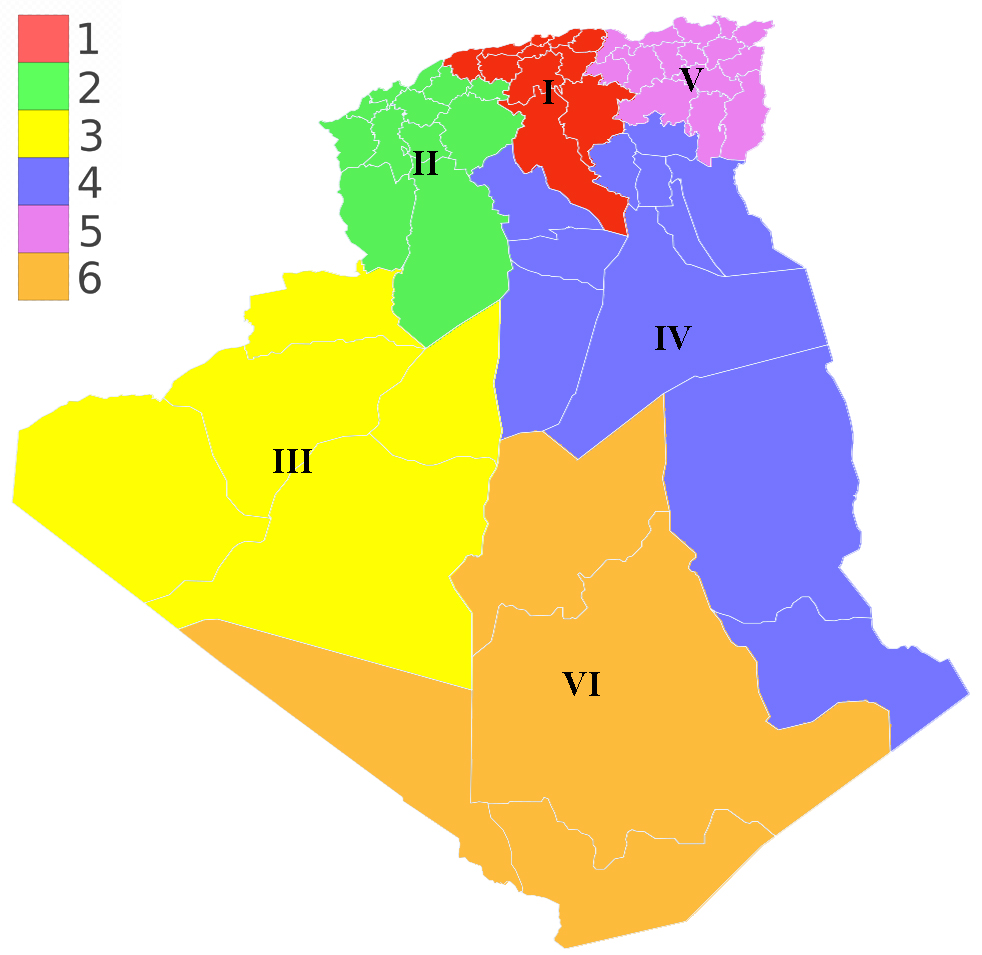
Régions militaires en Algérie

## Quartier général des forces terrestres
Le quartier général est l'ensemble des moyens matériels et personnels assumant le commandement de l'ensemble de l'armée de terre, sous la direction du ministre de la Défense nationale. Il est situé au quartier de Aïn Naâdja, commune de Gué de Constantine.

## Équipements

### Char de combat
| Modèle     | Image | Origine | Type                             | Quantité | Note                                                                    |
| ---------- | ----- | ------- | -------------------------------- | -------- | ----------------------------------------------------------------------- |
| T-90SA     |       | Russie  | Char de combat de 3e génération  | 600      |                                                                         |
| T-72M1M/M1 |       | URSS    | Char de combat de 2e génération  | 325      | En cours de modernisation au format t-72M1M                             |
| T-62       |       | URSS    | Char de combat de 2e génération  | 290      | En cours de modernisation au format (BMPT 62)                           |
| T-55AMV    |       | URSS    | Char de combat de 1re génération | 270      | Modernisé, il est capable de tirer des missiles ATGM Stugna ukrainiens. |

### APCs/AFVs
| Modèle           | Image  | Origine                    | Type                                                    | Quantité             | Note |
| ---------------- | ------ | -------------------------- | ------------------------------------------------------- | -------------------- | --- |
| BTR-80           |        | Russie                     | Véhicule de transport de troupes                        | 150                  | |
| BMPT Terminator  |        | Russie                     | Véhicule de combat de soutien de char                   | 300                  | |
| Nimr             |        | EAU                        | Véhicule polyvalent à haute mobilité                    | 3000                 | Produit sous licence en Algérie.                                                                                                 |
| BMP-2/BMP-2M     |        | URSS                       | Véhicule de combat d'infanterie                         | 760 BMP-2M 220 BMP-2 | L'intégralité est en cours de modernisation au format BMP-2M, équipé de missiles Kornet.                                         |
| Fuchs 2          |        | Allemagne                  | Véhicule blindé de transport de troupes                 | 980                  | Produit sous licence en Algérie.                                                                                                 |
| Fahd             |        | Égypte                     | Véhicule de transport de troupes                        | 100                  | |
| BTR-60           |        | URSS                       | Véhicule blindé de transport de troupes                 |                      | |
| Cobra            |        | Turquie                    | Véhicules blindés de transport de troupes               | N/C                  | |
| BCL-M5           |        | Algérie                    | Véhicule blindé de transport de troupes                 |                      | |
| BMPT-62          | Bmpt62 | URSS Algérie               | Véhicule de combat de soutien de char                   |                      | Il est fabriquer sur le modèle du BMPT Terminator à partir du T-62 et de la tourelle Berezhok. Un premier lot est livré en 2022. |
| BRDM-2           |        | URSS                       | Véhicule de reconnaissance et de lance missile antichar | 26                   | |
| Boxer (véhicule) |        | Allemagne Pays-Bas Algérie | Véhicule blindé de transport de troupes                 | 500                  | Produit sous licence en Algérie.                                                                                                 |
| OT-64 SKOT       |        | Pologne Tchécoslovaquie    | Véhicule de transport de troupes                        | 150                  | |
| ZSU-23-4         |        | URSS                       | Véhicule d'appui                                        | 420                  | Certains modernisés avec des manpads                                                                                             |
| Humvee           |        | USA                        | Véhicule de transport de troupes                        | 400                  | |
| MaxxPro Dash     |        | USA                        | Véhicule de transport de troupes                        | environ 60           | Utilisé par le 116e RMO. |
| Tigr-M           |        | Russie                     | Véhicule lance-missiles                                 | 28                   | Équipés de missiles ATGM "Barq" produit sous licence en Algérie                                                                  |

### Artillerie
| Modèle             | Image | Origine           | Type             | Quantité | Note                                                |
| ------------------ | ----- | ----------------- | ---------------- | -------- | --------------------------------------------------- |
| PLZ-45             |       | Chine             | Obusier          | 50       | ,                                                   |
| 2S1 Gvozdika       |       | Union soviétique  | Canon automoteur | 145      |                                                     |
| D-30               |       | Union soviétique/ | Obusier          | 190      | Certains montés sur des châssis Mercedes Zetros 6x6 |
| 120-PM-43 mortar   |       | Union soviétique  | Mortier (arme)   | 120      |                                                     |
| 2S3 Akatsiya       |       | Union soviétique  | Canon automoteur | 75       |                                                     |
| 160mm Mortar M1943 |       | Union soviétique  | Mortier (arme)   | 60       |                                                     |
| MT-12              |       | Union soviétique  | Canon anti-char  | 10       | Certains montés sur des châssis Mercedes Zetros 6x6 |
|                    |       |                   |                  |          |                                                     |

### Lance-roquettes multiple et missile balistique
| Modèle           | Image            | Origine          | Type                     | Quantité | Note                                                                     |
| ---------------- | ---------------- | ---------------- | ------------------------ | -------- | ------------------------------------------------------------------------ |
| BM-30 Smerch     |                  | Union Soviétique | Lance-roquettes multiple | 50       |                                                                          |
| BM-21 Grad       |                  | Union Soviétique | Lance-roquettes multiple | 84       | Beaucoup ont été modernisés et certains sont sur châssis local SNVI M230 |
| SR-5             |                  | Chine            | Lance-roquettes multiple | 70       | [ 13 ]                                                                   |
| TOS-1            |                  | URSS             | Lance-roquettes multiple | 52       |                                                                          |
| TOS-2 Tossotchka |                  | Russie           | Lance-roquettes multiple | 3        |                                                                          |
| Iskander         | Iskander-Algeria | Russie           | missile balistique       | 48       |                                                                          |

### Défense anti aérienne
| Modèle         | Image | Origine          | Type                | Quantité     | Note                                                                       |
| -------------- | ----- | ---------------- | ------------------- | ------------ | -------------------------------------------------------------------------- |
| 2K12 Kub       |       | Union Soviétique | Missile surface-air | 10 batteries |                                                                            |
| 9K33 Osa       |       | Union Soviétique | Missile surface-air | 8 batteries  |                                                                            |
| 9K31 Strela-1  |       | Union Soviétique | Missile surface-air | 46 lanceurs  |                                                                            |
| 9K35 Strela-10 |       | Union Soviétique | Missile surface-air | 32 lanceurs  |                                                                            |
| ZU-23-2        |       | Union Soviétique | Canon antiaérien    | 50           | Modernisés par la BCL puis montés sur des châssis Mercedes-Benz Unimog 4x4 |

### Équipement individuel

#### Armement
| Modèle      | Image         | Type                        | Calibre                    | Notes                                                                                  |
| ----------- | ------------- | --------------------------- | -------------------------- | -------------------------------------------------------------------------------------- |
| Glock 17    |               | Pistolet automatique        | 9 × 19 mm Parabellum       |                                                                                        |
| Glock 19    |               | Pistolets semi-automatiques | 9 × 19 mm Parabellum       |                                                                                        |
| Caracal     |               | Pistolet automatique        | 9x19mm                     | En service depuis 2017.                                                                |
| Makarov PM  |               | Pistolet automatique        | 9x18mm                     | En cours de remplacement par le Caracal.                                               |
| CS/LS7 (en) |               | Pistolet-mitrailleur        | 9 × 19 mm Parabellum       | Fabriqué localement.                                                                   |
| AK-47       |               | Fusil d'assaut              | 7,62 × 39 mm M43           | En service depuis les années 60                                                        |
| Type 56     |               | Fusil d'assaut              | 7,62 × 39 mm M43           | Fusil en dotation au sein de l'Armée Algérienne.                                       |
| HK416       |               | Fusil d'assaut              | 5,56 × 45 mm OTAN          | Le HK416 est utilisé par les forces spéciales algériennes notamment le 104e RMO.       |
| AK-103      |               | Fusil d'assaut              | 7,62 × 39 mm M43           | Utilisé par les commandos parachutistes.                                               |
| AKS         |               | Fusil d'assaut              | 7,62 × 39 mm M43           | Produit sous licence par l'Entreprise de constructions mécaniques de Khenchela (ECMK). |
| AKMS        |               | Fusil d'assaut              | 7,62 × 39 mm M43           | Utilisés par les forces spéciales et les unités d'élite.                               |
| SVD         |               | Fusil de précision          | 7.62x54mmR                 | En cours de remplacement par le Zatsava M07 AS.                                        |
| Zastava-M07 |               | Fusil de précision          | 7,62 × 51 mm OTAN          |                                                                                        |
| Zastava M93 |               | Fusil de précision          | 12.7x108mm                 |                                                                                        |
| Sako TRG    | Sako_TRG-42_2 | Fusil de précision          | 7,62 × 51 mm OTAN          | Utilisé principalement par les forces spéciales algériennes.                           |
| RS 202 P    |               | Fusil à pompe               | Calibre 12                 | Produit sous licence par l'ECMK à Khenchela.                                           |
| RPK         |               | Fusil mitrailleur           | 7.62x39mm                  | Produit sous licence par l'ECMK à Khenchela.                                           |
| PKM         |               | Fusil mitrailleur           | 7.62x54mm R                | Produit sous licence par l'ECMK à Khenchela.                                           |
| DShK        |               | Fusil-mitrailleur           | 12,7 × 108 mm              |                                                                                        |
| RPG-7       |               | Lance-roquettes             | Grenade antichar PG-7 HEAT |                                                                                        |
| RPG-29      |               | Lance-roquettes             | Roquettes antichar         | Utiliser par les forces spéciales et les unités d'élites                               |

## Unités spéciales
Les Forces terrestres algériennes comportent de nombreuses unités spéciales dans ses rangs, la plupart sont entraînées et formées au niveau de l'École supérieure des troupes spéciales (ESTS) à Biskra et à l’école de formation commando et d’initiation au parachutisme (EFCIP) de Boghar.
Elles comptent 6 régiments de commandos parachutistes, dont un régiment de choc (le 12e RPC).
De plus, les forces terrestres algériennes comportent également 3 régiments de forces spéciales, le 25e régiment de reconnaissance, le 104e régiment de manœuvres opérationnelles (104e RMO) et le 116e régiment de manœuvres opérationnelles (116e RMO).